# Secure Electronic Network for Travelers Rapid Inspection
 (février 2024).
Si vous disposez d'ouvrages ou d'articles de référence ou si vous connaissez des sites web de qualité traitant du thème abordé ici, merci de compléter l'article en donnant les références utiles à sa vérifiabilité et en les liant à la section « Notes et références ».

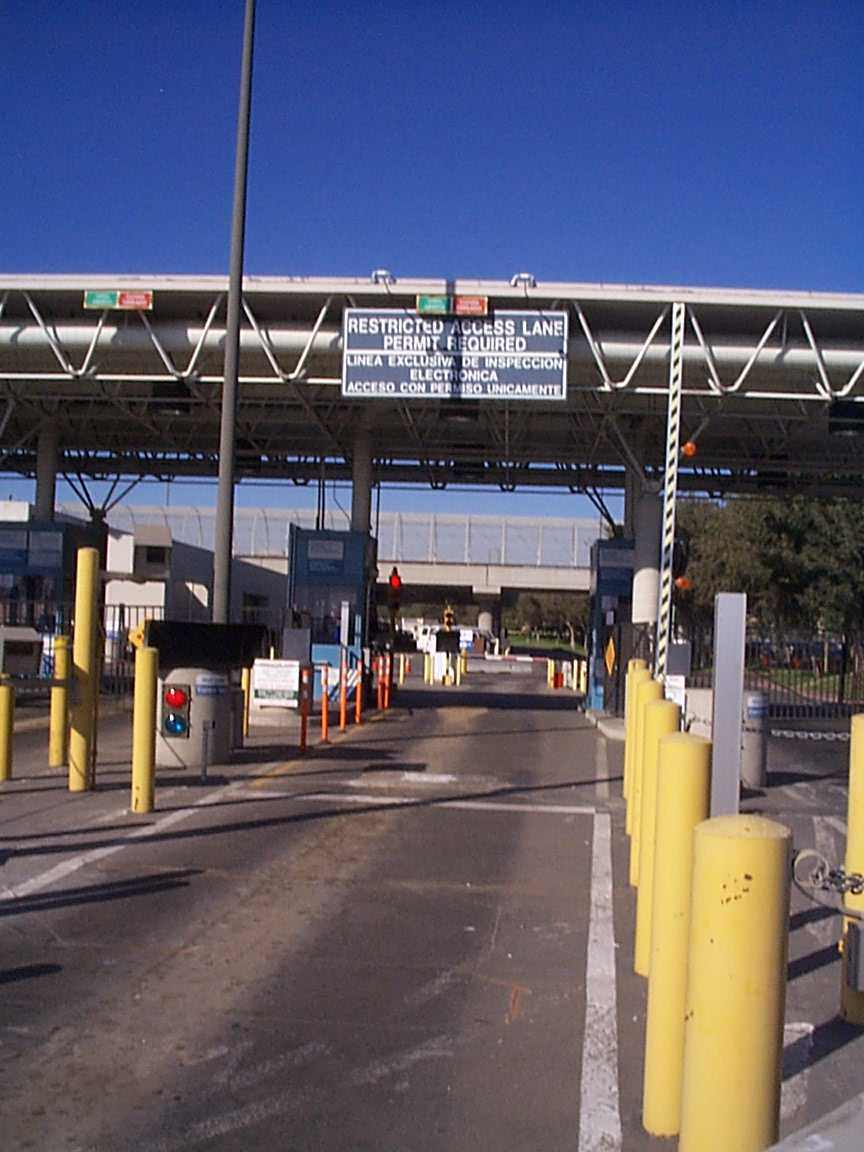
Une voie SENTRI à Otay Mesa en Californie, près de San Diego, en 1997.

Le Secure Electronic Network for Travelers Rapid Inspection (SENTRI) est un programme fédéral américain destiné à faciliter le passage des voyageurs à la frontière entre les États-Unis et le Mexique. Fondé [Quand ?], il est sous la responsabilité du Service des douanes et de la protection des frontières (CBP) et s'applique seulement aux personnes pré-approuvées présentant peu de risques de sécurité. Les personnes qui veulent s'y inscrire doivent accepter une vérification approfondie de leurs antécédents criminels, de voyages, d'immigration et de terrorisme. Elles doivent aussi avoir une entrevue avec un officier du CBP. En 2010, le coût de participation, bon pour cinq ans, était de 122,25 $.